# Micrarionta facta
Micrarionta facta är en snäckart som först beskrevs av Wesley Newcomb 1864.  Micrarionta facta ingår i släktet Micrarionta och familjen Helminthoglyptidae. IUCN kategoriserar arten globalt som sårbar. Inga underarter finns listade i Catalogue of Life.